# Dieu commence chaque matin
Dieu commence chaque matin est un essai de Yann Andréa paru chez Bayard en 2001.

## Résumé
Quatrième ouvrage de Yann Andréa, après deux livres, M.D. et Cet amour-là, consacrés à Marguerite Duras dont il fut le dernier compagnon, Dieu commence chaque matin s'inscrit dans la lignée d'Ainsi et épouse une forme hybride à mi-chemin entre le roman, le récit et l'essai. 
Publié dans la collection « Qui donc est dieu ? » l'œuvre mêle une prose clairement argumentative et un style poétique voire incantatoire. Sous la forme d'un journal, chaque matin, l'auteur tente de saisir non seulement la figure de Dieu mais plus encore le sens de son nom, « le mot de Dieu ». Il s'applique dès lors à en épuiser les sens, de retrouver la pure sonorité du terme.
Selon Livres Hebdo, par ce journal quotidien, Yann Andrea va « jusqu'au bout du questionnement, rigoureusement, humblement ». Pour Étienne Rousseau de la Nouvelle Revue théologique, l'auteur « ne s'en sort pas mal du tout » ; sa conviction qui transparaît est parfois irritante, mais il entraîne dans les méandres de la relation avec l'« Abba » révélé par Jésus de façon fraternelle, en « une proposition de sens et de foi ».

## Édition
- Dieu commence chaque matin, Bayard, coll. « Qui donc est Dieu ? », 2001, 62 p.  (ISBN 2227011068)

## Recensions
- Étienne Rousseau, « Dieu commence chaque matin, par Andrea Y. », Nouvelle Revue théologique, volume 124, 2002 (consulté le 15 septembre 2017), p. 661 [extrait de la revue].
- « Dieu commence chaque matin », Spirale, no 181,‎ 2002.
- « Andréa Yann, Dieu commence chaque matin », Livres Hebdo,‎ 2001, p. 371.